# Gastonia lionnetii
Polyscias lionnetii là một loài thực vật thuộc họ Araliaceae. Đây là loài đặc hữu của Seychelles.